# Білл Дженклоу
Вільям Джон «Білл» Дженклоу (англ. William John «Bill» Janklow; нар. 13 вересня 1939, Чикаго, Іллінойс — пом. 12 січня 2012, Су-Фолс, Південна Дакота) — американський політик, член Республіканської партії. Він був губернатором штату Південна Дакота з 1979 по 1987 і з 1995 по 2003, членом Палати представників США з 2003 по 2004.
Служив у Корпусі морської піхоти США з 1955 по 1959. У 1964 році отримав ступінь бакалавра, а у 1966 — доктора права в Університеті Південної Дакоти. У 1974 був обраний генеральним прокурором штату Південна Дакота.
Дженклоу був лютеранином.